# Tecla Tofano
Tecla Tofano   (Nàpols, 5 de març de 1927 - Caracas, 20 d'octubre de 1995) va ser una artista, ceramista i escriptora veneçolana, activa des de la dècada del 1950 fins a la seva mort.
Tofano va estudiar ceràmica i esmalt amb Miguel Arroyo Castillo a l'Escola d'Arts Plàstiques i Aplicades de Caracas, juntament amb les companyes i ceramistes Cristina Merchán i Reina Herrera. Membre de la cooperativa Forma Veinte (Forma Vint), les seves obres van obtenir una gran aclamació i es va fer coneguda per les seves imatges controvertides, polítiques i feministes.

## Obra artística
La seva obra es caracteritza en dues fases diferents: 
- de 1955 a 1963, Tofano va treballar en una línia més tradicional, creant objectes utilitaris amb superfícies incisades i amb textures;
- després, es va despreocupar de la utilitat de la seva obra, en lloc de crear escultures expressives exclusivament a partir d'argila.

La ceràmica de Tofano està carregada d'emoció, sexualitat i humor.

## Exhibicions i premis
Tofano va ser guardonada amb el Premi Nacional d'Arts Aplicades al XIX Saló Oficial d'Art veneçolà (1958) i les medalles d'or i plata a l'Exposició Internacional de Ceràmica Contemporània (a Praga el 1961, i Buenos Aires el 1962). Va crear sèries d'obres per a exhibició en exposicions, com Los accesorios (Els accessoris, 1970), amb bosses de mà, sabates i altres articles femenins, i Lo que comen los que comen (El que mengen els que mengen, 1973), una festa d'aliments ceràmics complets amb taula, cadires i comensals.
Va formar part de la facultat de l'escola d'arquitectura i urbanisme de la Universitat Central de Veneçuela (1959-1980). Des del 1977 fins al 1987, Tofano es va abstenir de mostrar la seva obra i es va centrar en la seva escriptura i l'activisme feminista realitzat a través del col·lectiu de dones Miércoles.
El seu treball va tornar a l'àmbit públic el 1987 i el 1989, quan va exposar els seus dibuixos. La seva obra va ser presentada a Nova York a l'exposició Moderno: Design for Living in Brazil, Mexico, and Venezuela, 1940–1978 de l'Americas Society entre l'11 de febrer fins al 16 de maig de 2015., i a l'exposició Radical Women: Latin American Art, 1960-1985 al Museu de Brooklyn el 2018.

## Escriptura
Tofano va escriure extensament com a columnista per al diari El Nacional, a més de diversos llibres, entre els quals hi havia ¿Quién inventó la silla? (Qui va inventar la cadira?, 1968), Yo mismo me presento (Jo mateix em presento, 1973) i Ni con el pétalo de una rosa (Ni amb el pètal d'una rosa, 1975).